# Resolutie 591 Veiligheidsraad Verenigde Naties
Resolutie 591 van de Veiligheidsraad van de Verenigde Naties werd bij wijze van consensus aangenomen op 28 november 1986.

## Achtergrond
Na de Tweede Wereldoorlog werd in Zuid-Afrika het apartheidssysteem ingevoerd, waarbij blank en zwart volledig van elkaar gescheiden moesten leven maar die eersten wel bevoordeeld werden. Het ANC, waarvan ook Nelson Mandela lid was, was fel tegen dit systeem. Ook in de rest van de wereld werd het afgekeurd, wat onder meer tot sancties tegen Zuid-Afrika leidde. Tegenstanders van de apartheid werden op basis van de apartheidswetten streng gestraft. Buurlanden van Zuid-Afrika die vluchtelingen uit het land opvingen of de strijd tegen het apartheidsregime steunden werden geïntimideerd en aangevallen. In 1977 stelde de Veiligheidsraad daarom middels resolutie 418 een wapenembargo in tegen Zuid-Afrika.

## Inhoud
De Veiligheidsraad:
- Herinnert aan resolutie 418 (1977), die een wapenembargo tegen Zuid-Afrika oplegde.
- Herinnert aan resolutie 421 (1977), die een comité in het leven riep om het embargo effectiever te maken.
- Herinnert aan resolutie 473 (1980).
- Herinnert aan het rapport van het comité uit 1980.
- Herinnert aan resolutie 558 (1984), die alle landen vroeg geen Zuid-Afrikaanse wapens, munitie en militaire voertuigen in te voeren.
- Herinnert verder aan resolutie 473, waarin het comité werd gevraagd om zijn inspanningen om het embargo te verzekeren te verdubbelen.
- Bevestigt de wettigheid van de strijd van het Zuid-Afrikaanse volk tegen apartheid en voor een democratische samenleving.
- Veroordeelt het racistische regime van Zuid-Afrika voor het verergeren van de situatie en de grootschalige onderdrukking van tegenstanders van apartheid, het doden van vreedzame betogers en politiek gevangenen en het negeren van VN-resoluties.
- Bevestigt resolutie 418 en benadrukt de noodzaak om die strikt na te leven.
- Denkt aan zijn verantwoordelijkheid voor de wereldvrede.

1. Dringt er bij landen op aan om ervoor te zorgen dat onderdelen van zaken die onder het embargo vallen het Zuid-Afrikaanse leger en politie niet bereiken via derde landen.
2. Roept landen op om de uitvoer van reserve-onderdelen voor vliegtuigen en ander militair materieel evenals het onderhoud ervan te verbieden.
3. Dringt er bij alle landen op aan om de uitvoer van zaken waarvan ze denken dat die voor het Zuid-Afrikaanse leger en politie bestemd zijn en voor militaire doeleinden gebruikt kunnen worden te verbieden.
4. Vraagt alle landen dat de term wapens en verwant materieel uit resolutie 418 ook voertuigen, wapens, munitie, reserve-onderdelen en voorraden voor de paramilitaire politie zou inhouden.
5. Vraagt alle landen resolutie 418 strikt uit te voeren en niet samen te werken met Zuid-Afrika op nucleair gebied.
6. Vraagt alle landen opnieuw om geen wapens, munitie en militaire voertuigen in te voeren uit Zuid-Afrika.
7. Roept alle landen op om de invoer van Zuid-Afrikaanse wapens voor tentoonstelling te verbieden.
8. Roept landen verder op om bezoeken en tegenbezoeken van overheidspersoneel te stoppen als dit de militaire of politionele capaciteit van Zuid-Afrika ten goede komt.
9. Roept alle landen verder op om niet deel te nemen aan activiteiten in Zuid-Afrika die de militaire capaciteit ervan mogelijk vergroten.
10. Vraagt alle landen dat hun wetten die resolutie 418 in de praktijk brengen straffen inhouden om schendingen te ontraden.
11. Vraagt alle landen verder om maatregelen te nemen om schendingen te onderzoeken en de controle te verscherpen.
12. Vraagt alle landen verder om in overeenstemming met deze resolutie te handelen.
13. Vraagt het comité om verder te werken aan de volledige uitvoering van het wapenembargo.
14. Vraagt verder de secretaris-generaal zo snel mogelijk en niet later dan 30 juni 1987 te rapporteren over de uitvoering van deze resolutie.
15. Besluit om op de hoogte te blijven.

## Verwante resoluties
- Resolutie 580 Veiligheidsraad Verenigde Naties (1985)
- Resolutie 581 Veiligheidsraad Verenigde Naties
- Resolutie 601 Veiligheidsraad Verenigde Naties (1987)
- Resolutie 602 Veiligheidsraad Verenigde Naties (1987)

Lijst ·  581 ·  582 ·  583 ·  584 ·  585 ·  586 ·  587 ·  588 ·  589 ·  590 ·  591 ·  592 ·  593